# Palookaville
Palookaville es el cuarto y último álbum de estudio del productor británico de música electrónica Fatboy Slim. Fue lanzado por primera vez el 4 de octubre de 2004 en el Reino Unido por Skint Records y un día después en los Estados Unidos por Astralwerks. El álbum fue nominado para el Premio Grammy 2006 al Mejor Álbum Electrónico/Dance.

## Promoción
El club de fútbol Brighton & Hove Albion Football Club nombraron temporalmente su estadio Withdean por el nombre del álbum luego de su acuerdo de patrocinio con Skint Records.

## Recepción de la crítica
Palookaville recibió críticas «mixtas o promedio» de los críticos. En Metacritic, que asigna una calificación promedio ponderada de 100 a las reseñas de las principales publicaciones, este lanzamiento recibió una calificación promedio de 53 basada en 24 reseñas.
En una reseña para AllMusic, el crítico David Jeffries escribió: «Palookaville podría soportar una pasada de recorte más, pero le da al canon de Cook la profundidad necesaria. Ahora hay un disco de Fatboy Slim para ese día lluvioso y uno que los frikis de pelo largo pueden disfrutar».

## Lista de canciones
| Palookaville |                                                        |                                                  |          |  |
| N.º          | Título                                                 | Escritor(es)                                     | Duración |  |
| 1.           | «Don't Let the Man Get You Down»                       | Norman Cook, Robert Leslie Emmerson              | 4:01     |  |
| 2.           | «Slash Dot Dash»                                       | Cook                                             | 2:53     |  |
| 3.           | «Wonderful Night» (con Lateef)                         | Cook, Lateef Daumont                             | 4:46     |  |
| 4.           | «Long Way from Home» (con Jonny Quality)               | Cook, Sean Moody                                 | 4:44     |  |
| 5.           | «Put It Back Together» (con Damon Albarn)              | Cook, Damon Albarn                               | 4:26     |  |
| 6.           | «Mi Bebé Masoquista»                                   | Cook, Sheldon Silverstein, Michael Settle        | 4:26     |  |
| 7.           | «Push and Shove» (con Justin Robertson y Sharon Woolf) | Cook, Justin Robertson                           | 4:27     |  |
| 8.           | «North West Three»                                     | Cook, Beverley Kutner                            | 4:30     |  |
| 9.           | «The Journey» (con Lateef)                             | Cook, Deaumont                                   | 4:36     |  |
| 10.          | «Jin-go-lo-ba»                                         | Babatunde Olatunji                               | 4:40     |  |
| 11.          | «Song for Chesh»                                       | Cook                                             | 4:19     |  |
| 12.          | «The Joker» (con Bootsy Collins)                       | Steven Miller, Ahmet Ertegün, Memphis Curtis Jr. | 5:21     |  |
| 53:27        |                                                        |                                                  |          |  |

| Edición japonesa bonus track |                            |              |          |  |
| N.º                          | Título                     | Escritor(es) | Duración |  |
| 13.                          | «What They're Looking For» | Cook         | 5:52     |  |
| 14.                          | «Close To Home»            | Cook         | 3:35     |  |
| 1:02:55                      |                            |              |          |  |

| Edición japonesa |                                               |          |  |
| N.º              | Título                                        | Duración |  |
| 1.               | «Slash Dot Dash» (DJ Delite)                  | 2:27     |  |
| 2.               | «Wonderful Night» (Trash Remix)               | 4:47     |  |
| 3.               | «Wonderful Night» (Wonderful Nightclub Remix) | 6:35     |  |
| 4.               | «Jin-go-lo-ba» (Jon Carter Mix)               | 7:06     |  |
| 5.               | «The Joker» (Justin Robertson Vocal Mix)      | 5:34     |  |
| 6.               | «Push And Shove» (Acoustic Version)           | 4:06     |  |
| 30:46            |                                               |          |  |

## Personal
- Norman Cook: samples, teclados, sintetizador, programación, bajo
- Simon Thornton: guitarra, mezcla, ingeniería
- Damon Albarn: voz en «Put It Back Together»
- Lateef the Truthspeaker: voz en «Wonderful Night» y «The Journey»
- Justin Robertson: voz, bajo y guitarra en «Push and Shove»
- Sharon Woolf: voces adicionales en «Put It Back Together» y «Push and Shove»
- Bootsy Collins: voz en «The Joker»
- Jonny Quality: voz y guitarra en «Long Way from Home»

## Posicionamiento en listas
| Lista (2004)                             | Mejor posición |
| ---------------------------------------- | -------------- |
| Austria (Ö3 Austria)                     | 35             |
| Bélgica (Ultratop flamenca)              | 54             |
| Países Bajos (Album Top 100)             | 83             |
| Francia (SNEP)                           | 59             |
| Alemania (Offizielle Top 100)            | 67             |
| Italia (FIMI)                            | 48             |
| Nueva Zelanda (Recorded Music NZ)        | 40             |
| Escocia (Scottish Albums Chart)          | 27             |
| Suiza (Schweizer Hitparade)              | 28             |
| Reino Unido (UK Albums Chart)            | 14             |
| Reino Unido (UK Independent Albums)      | 3              |
| Estados Unidos (Billboard 200)           | 149            |
| Estados Unidos (Dance/Electronic Albums) | 1              |

## Certificaciones
| País        | Certificación | Ventas  |
| ----------- | ------------- | ------- |
| Japón       | Oro           | 100 000 |
| Reino Unido | Platino       | 60 000  |